# Terminal Choice
Terminal Choice (engl. „abschließende Auswahl“, oder freier „tödliche Wahl“) war eine Synth-Rock-Band aus Berlin.

## Bandgeschichte
Terminal Choice wurde 1993 zunächst als Ein-Mann-Projekt gegründet. Die erste 1995 veröffentlichte Single Totes Fleisch hatte Erfolg in der Schwarzen Szene. Ein Jahr darauf erschien das Album In the Shadow of Death. Ihren musikalischen Höhepunkt erreichte die Band mit den Alben Ominous Future und Menschenbrecher. Die Band bestand nun aus vier Mitgliedern. Terminal Choice ist das erste Projekt des Blutengel-Sängers Chris Pohl. In seiner Biographie im Jahr 2017 gab Chris Pohl bekannt, das Projekt aus Zeitmangel und fehlenden Bandmitgliedern „zu Grabe getragen zu haben“. Ein öffentliches Statement erfolgte nicht. Die letzten Veröffentlichungen waren die Kompilationen Black Journey 1–3 im Jahr 2011. Die letzten Konzerte fanden im Jahr 2010 statt.

## Stil
Die älteren Lieder von Terminal Choice waren rein elektronisch und beinhalteten Themen wie Liebe, Tod und Zerstörung. Seit 1998 verwendete die Band Gitarren und spielte Synth Rock. Diesen bauten sie auf ihren letzten Alben New Born Enemies und Übermacht aus.

## Diskografie
- 1993: A Terminal Choice (Dead in Line Records; Demotape)
- 1994: Nightmare (Dead in Line Records; Demotape)
- 1994: Facets of Pain (Dead in Line Records; Demotape)
- 1994: Degenerated Inclinations (Dead in Line Records; Demotape)
- 1995: Desiderius (Dead in Line Records; Demotape)
- 1995: Totes Fleisch (Cyberware Productions; limitiert) (EP)
- 1996: In the Shadow of Death (Cyberware Productions)
- 1997: Khaosgott (Cyberware Productions)
- 1997: Totes Fleisch Remixes (Cyberware Productions; limitiert auf 666 Stück, handnummeriert)
- 1998: Navigator (Out of Line Music) – NET022
- 1999: Venus (Out of Line Music)
- 1999: Black Past (Out of Line Music; limitiert auf 1000 Stück) – OUT 045
- 2000: No Chance (Out of Line Music)
- 2000: Fading (Out of Line Music; Fading MCD ist Bestandteil der limitierten Auflage der Ominous Future Box)
- 2000: Ominous Future (Out of Line Music - OUT 055; auch als limitierte Box inkl. Bonus-CD, 1000 Stück)
- 2000: Animal (Out of Line Music; limitierte Auflage)
- 2000: In the Shadow of Death Rerelease (Out of Line Music; limitiert auf 3000 Stück mit Pappschuber)
- 2000: Khaosgott Rerelease (Out of Line Music; limitiert auf 3000 Stück mit Pappschuber)
- 2001: Mera Luna (Dead in Line Records; Promotion)
- 2002: Collective Suicide (Out of Line Music) – OUT 082
- 2002: Buried A-live (Out of Line Music)
- 2003: Injustice (Out of Line Music; limitiert auf 1000 Stück)
- 2003: Menschenbrecher (Out of Line Music; limitiert auf 1500 Stück, inklusive Bonus-CD u. a.) – OUT 105
- 2003: Reloadead (Out of Line Music; limitiert auf 3000 Stück inklusive Bonus-CD)
- 2006: Don’t Go (Out of Line Music) MAXI OUT 231
- 2006: New Born Enemies (Out of Line Music)
- 2009: Keine Macht (Out of Line Music)
- 2010: Übermacht (Out of Line Music); auch als ltd. Edition mit Bonus-CD (OUT 395/396)
- 2011: Black Journey 1 (Out of Line Music)
- 2011: Black Journey 2 (Out of Line Music)
- 2011: Black Journey 3 (Out of Line Music)

## Samplerbeiträge und Remixe

### Exklusive Tracks und Remixe
- 1995: Schmerz (Elektrauma vol. 2)
- 1995: Black Rubber (Machinenwelt vol. 1)
- 1998: Fatherland (Trash Mix) (Awake the Machines vol. 2)
- 2000: No Chance (Zillo Mix) (Zillo Club Hits vol. 5)
- 2000: White Angel (Machineries of Joy vol. 1)
- 2001: Someone (Accessory Mix) (Awake the Machines vol. 3)
- 2002: Something Fast (A Tribute to The Sisters of Mercy – Thank You)
- 2002: Be Like Me (Joy Edit) (Machineries of Joy vol. 2)
- 2003: Deathfuck (Rape My Grave Remix) (Fear Section – Sweet Submission)
- 2003: Someone (Live 2001 – Rostock) (Live Documents)
- 2004: Be like Me (Pzycho Bitch Remix) (Signum Mortis (Erinys))
- 2004: Rockstar (Fuck You Star Remix) (Machineries of Joy vol. 3)
- 2004: Boys Don’t Cry (A Tribute to The Cure – Our Voices)

### Remixe von Terminal Choice für andere Bands
- ASP – Collective Suicide (Chris Pohl Remix)
- ASP – Geisterjagd (Chris Pohl Remix)
- Das Ich – Vulkan (Reworked by Terminal Choice)
- Der Eremit – Magma (Remix by Terminal Choice)
- Hocico – Ladykiller (Don’t Rape the Dead Girl by Terminal Choice)
- Matrix – Silence (Deadly Silence by Terminal Choice)
- Unheilig – Freiheit (Terminal Choice Remix)
- Limbogott – Cut Throat (Commercial Pop Shit Mix by TC)